# Жданов, Константин Иванович
Константи́н Ива́нович Жда́нов (1906—1986) — конструктор воздушных винтов и других агрегатов для самолётов и вертолетов. Лауреат Ленинской премии.

## Биография
Родился 12 марта 1906 года на Андреевском прииске в семье служащих.
В 1930 году окончил Сибирский механический институт, механический факультет. Специальность — инженер-механик по конструированию авиационных моторов. С ноября 1930 года по март 1931 года преподавал там же курс «Сопротивление материалов» . Потом работал в Центральном институте авиационного моторостроения (ЦИАМ) и в КБ при заводе воздушных винтов (Москва).
В 1938—1972 главный конструктор ОКБ в Ступино (Московская область).
Доктор технических наук (1965).
Под его руководством были созданы воздушные винты и другие узлы для авиатехники, большая часть из которых и сейчас в серийном производстве и эксплуатации:
- В 1939—1946 годах — автоматический воздушный винт изменяемого шага АВ- I для истребителей И-16 и И-153; АВ-5Л-158 — ВИШ для штурмовиков Ил-2 и Ил-10; АВ-5ЛВ-139 — ВИШ для пикирующего бомбардировщика Пе-2; АВ-5В-167 — ВИШ для пикирующего бомбардировщика Ту-2; АВ-5Л-100 — ВИШ для истребителя МИГ-3.
- В первое послевоенное десятилетие — АВ-7Н-161 — флюгерный винт изменяемого шага для пассажирского самолёта Ли-2; АВ-9В-91 — флюгерный ВИШ для пассажирского самолёта Ил-12; АВ-50 — флюгерный ВИШ для пассажирского самолёта Ил-14; Р-50А — регулятор постоянного числа оборотов; АВ-2 — ВИШ для пассажирского самолёта АН-2; АВ-79 — ВИШ с реверсом тяги для аэросаней Ка-30; АВ-14 — флюгерный ВИШ для самолёта Ан-14; В-306А — рулевой воздушный винт для вертолета Ми- I ; АВ-63Б — рулевой воздушный винт для вертолетов Ми-6 и Ми-10.
- флюгерные винты изменяемого шага с мощными турбовинтовыми двигателями АВ-68 для самолётов — Ил-18, Ан-10 и Ан-12; АВ-68Д — для Ан-8 и Бе-12; АВ-72 — для Ан-24 и Ан-26; АВ-60К — для Ту-114 и Ту-95; АВ-90 — для Ан-22; АВ-60П — для Ту-142;
- регуляторы постоянного числа оборотов (РПН): Р-68 — для двигателя АИ-20; Р-68ДТ-24 — для двигателя Ан-24; Р-60К — для двигателя НК-12МВ; Р-90 — для двигателя НК-12МА.
- вспомогательные силовые установки (ВСУ) в виде газотурбинных двигателей мощностью 200—500 л. с. для самолётов: ТА-4ФЕ — для Ан-22; ТА-4ФА — для ракеты «Ястреб»; ТА-6 — для самолёта Ил-62; ТА-6А — для самолётов Ил-62М, Ту-144, Ту-154, Ту-22М, Ил-76 и др.; ТА-8 для самолёта Ту-134А.
- механизмы для изменения стреловидности крыла самолёта: ВП-23 — для МИГ-23; ВП-2 — для Ту-22М; ВП-4 — для Т-56; ВП-7 — для Ту-144.

## Награды и премии
- Сталинская премия третьей степени (1946) — за создание и внедрение в серийное производство винтов для штурмовиков и истребительной авиации
- Ленинская премия (1958) — за создание турбовинтового стратегического бомбардировщика Ту-95 (по другим данным — за создание соосных воздушных винтов АВ-60К)
- три ордена Ленина
- два ордена Отечественной войны I степени
- орден Красной Звезды (04.11.1940) — «за достижения в создании и освоении новых винтов, радиаторов, приборов и агрегатов для Красного Воздушного Флота»
- медали
- заслуженный изобретатель РСФСР (1970).